# Antoni Añón i Cortiella
Antoni Añón i Cortiella (Xerta, 13 de juny del 1825 - 9 de juliol del 1919), de professió farmacèutic, va esdevenir l'iniciador ebrenc més important de la Renaixença. Home d'il·lustració vasta i "patriarca del catalanisme" com l'anomenà l'insigne Àngel Guimerà. Era un polifacètic perquè dominava igualment literatura, poesia o música. De la seva obra i vida es desprèn que era tot un savi a l'estil de l'època i també un gran científic en botànica.
No va deixar mai de tindre present la seua ascendència aragonesa per part del seu pare, el també farmacèutic de Xerta, Rafael Añón i Ximeno, de Calaceit. Però a diferència del seu iaio patern Valeri, també de Calaceit, Marianna, la seua iaia paterna, provenia de Tivissa. Així en carta a Francesc Mestre i Noè el 1887 acaba dient: 
"No estranyi vostè que firmi a la castellana. Ho dec fer així per a no alterar la propietat del meu apellit aragonés".
La seua mare era la també xertolina Rosa Cortiella i Giner, i els seus iaios materns, Josep Cortiella i Marianna Giner, d'Horta de Sant Joan, tots dos.
Seguint los passos del seu pare, entre 1841 i 1844 estudià dos anys de filosofia al Seminari i un altre any al col·legi d'Humanitats de Tortosa, continuant amb el batxiller en filosofia el 1845. Llicenciat en farmàcia a Barcelona el 1850, llicenciant-se el 1853. El seu fort eren les assignatures de Química i botànica, sense oblidar la història farmacèutica. Va continuar amb la farmàcia de Xerta anteriorment regentada pel seu pare fins a la seua jubilació el 1882 quan la va traspassar a Manuel Sabater.
Entra en contacte amb la científica catalanista Enriqueta Ferrús i Ribes. Añón s'afillarà a Enriqueta, ensenyant-li llatí, grec, i llengües modernes, sobretot el francès i l'animarà a formar part de les corals infantils que Añón iniciarà a Xerta i que oferiran cançons catalanes com Els Segadors i La Pastoreta, sempre dirigides i acompanyades a l'harmònium per ell mateix.
Antoni Añón, com molts dels seus contemporanis, de jove va començar a escriure poesia romàntica en castellà, però també com molts dels seus contemporanis, anys després, es va passar al català com a llengua culta. Amic íntim del poeta romàntic Jaume Tió i Noè.
A la dècada de 1860 va ser fundador, junt amb el músic Enric Camó, d'una societat coral musical a Tortosa anomenada la Joventut Dertosense. Als 30 anys, Añón, serà el responsable de la fundació d'un Orfeó format per quaranta hòmens a Xerta, una banda composta per una trentena de músics i una companyia amateur de teatre formada per més de cinquanta persones. Relacionat, per amistat, amb el musicòleg tortosí Felip Pedrell, en diverses ocasions estes obres anaven acompanyades de creacions originals del propi Pedrell que componia per a l'ocasió. Com a director de teatre, estrena l'obra: Tribulacions!, música expressa de Felip Pedrell. En 1887, commemorant la gran riuada de 1787, compongué en català-tortosí un Himne a tres parts, cantat per un cor compost d'hòmens, dones i minyons, amb lletra de Lluís Bernis titulat "Cant xertolí". També produeix una composició musical amb la col·laboració de Lluís Roca i Florejachs.
Apassionat també de la història, Añón entra en el arxius municipals amb la força d'un cicló. Añón començarà a catalogar l'arxiu i a portar a la llum importantíssima informació de Xerta, població que havia patit tant durant la Guerra dels Segadors a mans de les tropes espanyoles. Remenant pel ric arxiu de la seva població natal i pels de la Corona d'Aragó i Reial Audiència de Barcelona, prova la filiació xertolina d'en Joan Sentís, bisbe de Barcelona, lloctinent i Capità general de Catalunya. L'any 1905 va fer donació a l'ajuntament de Xerta d'un retrat del bisbe Sentís còpia d'un cuadre antic realitzada per Antoni Cerveto.
Añón entra en contacte amb Francesc Mestre i Noè el 1887, degut al festeig i posterior casament d'aquest amb Enriqueta Ferrús i Ribes.
El 1888 és un dels 2601 catalans que signa el Missatge a la Reina Regent Maria Cristina, on es demana l'autonomia de Catalunya. En ell, es defensa la sobirania de la nació catalana enquadrada en un model confederal, on Catalunya ha de recuperar les llibertats perdudes.
La major part de la seva vida la va passar a Xerta com apotecari de la vila on, el consistori, el va declarar fill predilecte l'any 1904 per les seves nombroses aportacions culturals, científiques i històriques. Moment que aprofità Mestre i Noè per rendir-li homenatge en un extens article a La Veu de Catalunya. Just en este article, Mestre i Noè torna a donar veu a Añón, quan diu:
“Qui li havia de dir a l'il·lustre xertolí i venerable Bisbe de Barcelona, quan el 26 de 1626, a la Seu i en mig de tota aquella pompa i majestat, prenia al rei Felip IV el solemne jurament de respectar i fer guardar els furs i llibertats que el poble s'havia guanyat i els reis de sang catalana i català-aragonès gustosos reconeixien... qui, qui del món podia augurar-li que aquell rei, al qual ¡oh sarcasme! un vanitós favorit volia anomenar Felipe el Grande. Com i a on havia d'esperar que als 14 anys i quan ell seria mort, afegiria als perjuris anteriors el de ser botxí de Xerta...? Que en últim terme, no feia més que, com tota Catalunya, defensar el patrimoni sagrat de les lleis pàtries i llibertats sempre atacades per una raça superba i absorbent".
Delegat per la Unió Catalanista a la històrica Assemblea de 1892, que creà les Bases de Manresa, assistirà també a les assemblees de la Unió Catalanista de 1901, i 1904, així com a l'Assemblea de Tarragona de 1912.
Va ser un entusiasta redactor del primer rotatiu escrit en català a la capital del Baix Ebre al tombant del segle: La Veu de Tortosa, a les pàgines del qual va publicar destacats estudis històrics sobre la comarca, i en el seu paper de proselitista catalanista va escriure nombrosos articles que reflectien els seus anhels de recuperació de la dignitat catalana. Seva és la frase: Catalanisme és la reivindicació de lo molt que ens van anar robant amb la insídia, el perjuri i la infàmia. Provada la lleialtat del poble de Xerta a Catalunya durant la Guerra del Segadors, lluita perquè desapareguen les paumes i la corona de l'escut de la ciutat de Tortosa, atorgats injustament per Felip IV. Proporcionarà valuosa informació sobre els fets ocorreguts a l'Ebre durant la Guerra dels Segadors i de Successió, en els quals es demostrava que Tortosa havia estat fidel a Catalunya tenint també els seus màrtirs catalans. Añón aportarà dades molt rellevants sobre els màrtirs de 1640, ja que Xerta va ser una de les poblacions més afectades per les tropes castellanes. Ajudarà a Francesc Mestre i Noé en ser acusat de “Lesa Patria” amb articles ben punyents en el periòdic “La Veu de Tortosa”, fundat i dirigit per Mestre. Articles d'este període són: “Què vol dir catalanisme? i “Les Paumes i la llegenda de l'escut de Tortosa”
Entre alguns dels seus treballs històrics, trobem de l'any 1910 la publicació de: Dos documents comentats prou i de sobra interessants perquè siguen coneguts de tot xertolí. Aquest llibret conté dos importants documents relacionats amb la història de Xerta. Un es tracta de la fundació de la parròquia de Xerta el 1325, quan es va separar de la parròquia del Castell de Paüls i l'altre parla sobre els Reials Privilegis de les Aigües de Xerta, concedits pel rei Pere III el Cerimoniós el 1383. Aquesta recopilació recull una informació important de la vila de Xerta que Antoni Añón va anar a buscar tant a l'Arxiu Episcopal de Tortosa com a l'Arxiu Històric de Catalunya, a més de fer unes breus reflexions personals de cada document.
Al 1901 va col·laborar en el Diccionari català-valencià-balear que elaborà Antoni Maria Alcover aplegant els diferents dialectes de la llengua catalana, especialment en l'apartat de la varietat dialectal de les Terres de l'Ebre. Amb Mestre i Noè el 1894, editen un llibret amb cançons típiques tortosines que reparteixen gratuïtament per la comarca, el qual prorrogarà amb el títol: Quatre amistoses rahons al poble per a cante en la llengua allò que sent
Va morir a Xerta el dia 9 de juliol de l'any 1919.
L'any 1930, el seu poble natal li va dedicar un carrer que encara avui manté el seu nom.